# Logar (rivière)
Pour les articles homonymes, voir Logar.
Le Logar ou Lôgar est une rivière d'Afghanistan qui coule dans les provinces de Wardak, de Lôgar et de Kaboul. C'est un affluent de la rivière Kaboul, donc un sous-affluent de l'Indus.

## Géographie
Le Logar naît sur le rebord sud des monts Sanglakh et reçoit dans son cours supérieur des affluents venus des hauteurs des monts Kharwar situés au nord-est de Ghazni. Il coule du sud-ouest vers le nord-est et se jette dans le Kaboul à peine un ou deux kilomètres en aval (à l'est) de la ville de Kaboul. Sa vallée a plus ou moins 65 km de long sur 20 de large. Elle est fertile et bien irriguée par les affluents bien fournis de l'est et sud-est de la rivière (rive droite). Située non loin de la capitale, la région contribue largement à l'alimentation de celle-ci.

## Archéologie
Une ancienne cité fut découverte en 2002 juste au sud de la ville de Pol-e Alam, datant au moins d'il y a 1.700 ans, à l'époque de l'Empire kouchan. Elle présente de nombreuses constructions et temples, mais a malheureusement déjà été largement pillée dans le contexte actuel de guerre et de désordre. Les ruines couvrent une surface de plus ou moins 30 km2. 

## Hydrométrie - Les débits à Sekhabad
Le débit du Logar a été observé pendant 3 ans (entre 1961 et 1964) à Sekhabad, ville de la province de Wardak située au niveau du franchissement de la rivière par la grand route Kaboul-Kandahar, et donc éloignée de plus de cent kilomètres du confluent avec le Kaboul. 
À Sekhabad, le débit annuel moyen ou module observé sur cette période était de 7,85 m3/s pour une surface prise en compte de 4 834 km2, soit une bonne moitié de la totalité du bassin versant. 
La lame d'eau écoulée dans cette partie du bassin atteint ainsi le chiffre de 51,3 millimètres par an, ce qui peut être considéré comme assez faible.